# Lužani (Oriovac)
Lužani is een plaats in de gemeente Oriovac in de Kroatische provincie Brod-Posavina. De plaats telt 1.192 inwoners (2001).